# جاده‌ای با درخت سرو و ستاره
جاده‌ای با درخت سرو و ستاره (هلندی: Cypres bij sterrennacht) که هم چنین با نام جاده ای روستایی در پروانس درشب شناخته می‌شود، یک نقاشی رنگ روغن رو بوم، اثر ونسان ون گوگ، نقاش پست‌امپرسیونیسم هلندی است. این نقاشی، آخرین اثری است که او در سن-رمی-دو-پروانس، فرانسه خلق کرد. این اثر هنری به عنوان بخشی از مجموعه بزرگ ون گوگ در موزه کرولر-مولر، واقع در پارک ملی دو هوگه ولوو اوترلو در هلند، نگهداری می‌شود. 